# Théodore Juste
 (novembre 2016).
Si vous disposez d'ouvrages ou d'articles de référence ou si vous connaissez des sites web de qualité traitant du thème abordé ici, merci de compléter l'article en donnant les références utiles à sa vérifiabilité et en les liant à la section « Notes et références ».
Théodore Juste (Bruxelles, le 11 janvier 1818 - Saint-Gilles, le 10 août 1888) est un historien et écrivain belge.
Secrétaire de la Commission centrale d'instruction, membre de l'académie d'archéologie de Belgique et de la société des lettres, sciences et arts du Hainaut, il a publié : Histoire élémentaire et populaire de la Belgique en 1838.  En 1848, l'Histoire populaire de la révolution française.  Il publia également Un tour en Hollande et Histoire populaire du Consulat, etc.
Il devient conservateur du Musée royal d'antiquités, d'armures et d'artillerie en 1859.  Il était membre en 1876 de l'Académie royale des sciences, des lettres et des beaux-arts de Belgique.

## Œuvres
- Histoire élémentaire et populaire de la Belgique, 1838.
- Histoire populaire du consulat, de l'Empire et de la Restauration, 1840
- Précis de l'histoire moderne considérée dans ses rapports avec la Belgique, 1845.
- Histoire du règne de l'empereur Joseph II et de la révolution belge, 1845
- La république belge (1790), chez A. N. Lebegue & Cie
- Histoire de la révolution Belge de 1790, 1848.
- Histoire du Congrès national de Belgique, ou de la fondation de la monarchie belge, 1850 [lire en ligne].
- Histoire de Belgique, troisième édition, 1850 (2 volumes), Société pour l'émancipation intellectuelle, Bruxelles,  Alexandre Jamar éditeur.
- Les Pays-Bas sous Philippe II, 1855.
- Le lieutenant-général comte Goblet d'Alviella, ministre d'Etat.
- Le Régent
- Histoire de la révolution des Pays-Bas sous Philippe II, Tome Premier, Bruxelles, Decq, Paris, Durand, 1855. Texte en ligne disponible sur LillOnum
- Histoire de la révolution des Pays-Bas sous Philippe II, Tome Second, Bruxelles, Decq, Paris, Durand, 1855. Texte en ligne disponible sur LillOnum
- Charles-Quint et Marguerite d'Autriche, 1858
- Christine de Lalaing, princesse d'Epinoy, 1861.
- Les Pays-Bas sous Charles-Quint: vie de Marie de Hongrie, 1861.
- Souvenirs Diplomatique du XVIIIe siècle, 1863.
- Histoire des Etats généraux des Pays-Bas (1465-1790), 1864 (2 volumes).
- Histoire de Belgique depuis les temps primitifs jusqu'à la fin du règne de Léopold Ier. Quatrième édition. Bruxelles, Bruylant-Christophe & Cie, 1868. Trois volumes in-8°, tome I : [4 (faux-titre, frontispice, titre en rouge et noir, mention de dépôt)], 352 p., tome II : [3 (faux-titre, mention de dépôt, titre en rouge et noir)], 380 p., tome III : 360 p., nombreuses gravures en noir dans le texte, 44 chromolithographies hors texte.
- La révolution Belge de 1830, d'après des documents inédits, 1872 (2 volumes).
- Le comte Félix de Merode d'après des documents inédits, Murquart, Bruxelles, 1872
- Fondation de la République des Provinces unies   Guillaume le Taciturne  d'après sa correspondance et les papiers d'état, Christophe Bruylant & Cie Editeurs, Bruxelles, 1873, Paris et La Haye
- Lettre à M. Charles-Victor de Bavay à propos (de son livre) La révolution belge de 1830, 1873
- Le vicomte Charles Vilain XIIII ministre d'état, 1873
- Le baron Nothomb (2 volumes), 1874
- La pacification de Gand et le sac d'Anvers, 1876
- Précis de l'Histoire du Moyen-âge (3 volumes), 1876
- Deuxième continuation  du livre Essai historique et politique sur la Révolution belge de Jean-Baptiste Nothomb, 1876
- Le Congrès national de Belgique 1830-1831 précédé de Quelques considérations sur la Constitution belge par Émile de Laveleye, 2 tomes, 1880
- Fondateurs de la Monarchie belge (1865-1880)
- L'élection de Léopold Ier, 1882
- Napoléon III, Comment on cesse d'être empereur, 1888
- Notice sur Edouard Ducpétiaux